# Eagle Creek (Yukon River)
Der Eagle Creek (im Englischen: eagle für „Adler“, creek für „kleinerer Fluss“) ist ein 64 km langer rechter Nebenfluss des Yukon River im kanadischen Territorium Yukon sowie im US-Bundesstaat Alaska.

## Flusslauf
Der Eagle Creek entspringt in den Ogilvie Mountains, etwa 85 km nordnordwestlich von Dawson auf einer Höhe von etwa 1380 m. Er fließt in überwiegend westlicher Richtung durch das Bergland. 2,7 km oberhalb der Mündung erreicht der Eagle Creek Alaska und mündet schließlich auf einer Höhe von 264 m in den Yukon River, 11 km flussabwärts von der Stelle, an welcher der Yukon River die Staatsgrenze nach Alaska überquert.

## Einzugsgebiet
Der Eagle Creek entwässert ein gebirges Areal mit einer Fläche von etwa 540 km². Das Einzugsgebiet des Eagle Creek grenzt im Norden an das des Tatonduk River, im Osten und im Südosten an das des Coal Creek sowie im Südwesten an das des oberstrom gelegenen Yukon River.